# Јевпаторијски институт друштвених наука
Јевпаторијски институт друштвених наука (енгл. Yevpatoria Institute of Social Sciences), ЕИСН је високошколска установа на Западном Криму . Историја института почиње отварањем 1980. године у Јевпаторији на бази дијве средње школе педагошке наставе.
Институт има пети ниво акредитације, налази се у граду Јевпаторија . Спроводи обуку студената на три нивоа квалификација: први цилус студија, специјалиста, мастер .

## Облици учења
- редовно
- ванредно
- по државном налогу
- на основу уговора.

- Образовна зграда број 1 ( Просмушкиних, 6)
- Образовна зграда број 2 (Немичевих 13)
- Библиотека
- Спортски комплекс
- Спаваоница

## Историја универзитета
Историја института почиње отварањем 1980. године у Јевпаторији на бази двије средње школе педагошке наставе.
Године 1992. педагошка настава реорганизована је у Јевпаторијски огранак Симферопољске педагошке школе.
Године 1999.  на основу Јевпаторијске и Јалтинске педагошке школе формиран је Кримски државни хуманитарни институт.
Године 2005. Кримски државни хуманитарни институт је реорганизован у Републичку високообразовну установу „Кримски хуманитарни универзитет“ (Јалта).
Од 01.01.2015. године постао Јевпаторијски институт друштвених наука (филијала) Федералне државне аутономне образовне установе високог образовања „Кримски федерални универзитет В. И. Вернадског“.
Јевпаторијски институт друштвених наука (филијала) има 38 научних и педагошких радника, укључујући 2 доктора наука, 26 кандидата наука, 2 професора и 21 ванредног професора.
Врши се преквалификација и усавршавање специјалиста.

## Структура универзитета
Институт има четири одјељења:
- Катедра за методику основног и предшколског васпитања и образовања;
- Катедра за историју и право;
- Катедра за филолошке дисциплине и методику наставе;
- Катедра за социјалну педагогију и психологију.

- „Педагошко образовање“ (припремни профили: „Основно образовање“, „Предшколско васпитање и образовање“);
- „Педагошко образовање“ (Мастер програми: „Ваннаставне активности у основној школи“, „Педагошка подршка раном развоју дјеце“);
- „Психолошко-педагошко образовање“ (припремни профил: „Психологија и социјална педагогија“)
- "Психолошко-педагошко образовање" Мастер програм "Психологија и социјална педагогија"
- „Филологија“ (припремни профили: Страна филологија, Настава филолошких дисциплина);
- "Филологија" (мастер програм: "Словенска филологија")
- „Историја“ (профил обуке „Историјска локална историја“);
- "Историја" (мастер програм "Историја и култура руских региона")

## Линкови
- веб-сајт КФУ Архивирано на веб-сајту  (29. април 2023) ИН. Архивирано на веб-сајту  (29. април 2023) И. Архивирано на веб-сајту  (29. април 2023) Вернадски Архивирано на веб-сајту  (29. април 2023)
- Министарство просвете, науке и омладине Републике Крим